# Michael Bernhard (Schauspieler)
Michael Bernhard (* 1979 in München) ist ein deutscher Schauspieler, Autor und Regisseur.

## Leben
Nach der Ausbildung zum Steuerfachangestellten (1996–1999) und Bundeswehrdienstzeit folgte ein Schauspielstudium an der Schule für Schauspiel Hamburg (2005–2008). Seit 2008 ist er als freier Schauspieler in diversen Produktionen im Theater sowie im Film und Fernsehen zu sehen. 2009 wurde er künstlerischer Leiter des Certaine Liberté e. V. Seine erste Regiearbeit war Emilia Galotti von G. E. Lessing, dessen Premiere 2010 im Hamburger Sprechwerk stattfand.

## Engagements (Auswahl)
- Nora am Ernst Deutsch Theater, Hamburg, Rolle des Torvald Helmer
- Mein Kampf von Georg Tabori an der Schule für Schauspiel Hamburg, Rolle des Hitler
- 2008: Dornröschen von Gerhard Richter. Rolle: Prinz und Handpuppe Frosch. Regie: Dörte Külls
- 2008: Stille Rebellen von Andreas Lübbers in der Rolle des Jean Franklemon unter der Regie von Konstanze Ullmer
- 2009: William Ratcliff von Heinrich Heine in der Regie von Lydia Spiekermann
- 2010: Die erste Geige von Gustav Wied und Jens Petersen. Tournee des Ohnsorg - Theaters. Rolle: Ludwig Clausen. Regie: Sandra Keck
- 2010: Emilia Galotti von G. E. Lessing in der Rolle des Appiani. Außerdem: Regie. Hamburger Sprechwerk.